# Kazimierz Żorawski
Kazimierz Żorawski ou Kazimierz Żórawski (Szczuki, 22 de junho de 1866 — Varsóvia, 23 de janeiro de 1953) foi um matemático polonês. Seu interesse principal foram grupo de Lie, geometria diferencial e mecânica dos fluidos. Foi membro da Escola de Matemática da Cracóvia.

## Vida
Estudou matemática na Universidade de Varsóvia, de 1884 a 1888. Doutorado em 1893 pela Universidade Jaguelônica em Cracóvia, onde foi professor em 1898, e de 1917 a 1918 pro-reitor. Em 1919 foi professor de matemática da Universidade Politécnica de Varsóvia e da Universidade de Varsóvia. Em 1920 foi membro da Sociedade Científica de Varsóvia, da qual foi presidente de 1926 a 1931. Em 1952 foi membro da Academia de Ciências da Polônia.